# 中山勲章
中山勲章（ちゅうざんくんしょう、中国語: 中山勳章）は、中華民国の勲章である。同国の最高位勲章である采玉大勲章に次ぐ高位勲章である。名称は孫文の号である中山から取られている。

## 概要
中山勲章は1941年2月12日に制定された。授与は国家の建国に特別の功労があったものが対象とされたが、2020年現在受章者は鄭照、鍾宇、呂秀蓮、陳建仁の4人である。その為、総授与数が最高位勲章である采玉大勲章よりも少ない希少な勲章として位置づけられる。なお、采玉大勲章は対象が国家元首レベルであるため、同国に於いて一般市民に授与される勲章としては最高位である。

## 受章条件
- 計画をもって国家の安定を図る
- 国家の中枢を支え、混乱の平定に努める
- 建国事業へ特別の貢献を行う

## 意匠
勲章は青色の五角形状の星を模しており、その間から金色の光芒が伸びている。正章の中央には孫文（孫中山）の肖像が描かれているが、これは孫による中華民国建国の精神を刻むものである。副章の中央には三民主義を表す書物が描かれており、三民主義が国家の根底にあることを示している。綬と副章を繋ぐ紐には国章が配されている。
中山勲章に等級は無く、勲章には副章と大綬が付属する。大綬は右肩から左斜め下に掛ける。大綬の色遣いはタイの国旗に類似しており、中央に青、その両脇に白が配され、両端には赤が走っている。

## 受章者
- 鄭照：1944年に建国事業に対する貢献を評価され受章した。鄭は孫文の旧友であり、興中会の創設メンバーでもある。1944年、国民政府は興中会の50周年を記念し、過去の功績を称えて鄭と鍾宇の2人に中山勲章を授与した。1945年春、国民政府は当時ホノルルに駐在していた鄭と鍾のため、ホノルルの領事館で中山勲章の式典を開催している[2]。
- 鍾宇：1944年に建国事業に対する貢献を評価され受章した。鍾も鄭と同じく孫文の旧友であり、興中会の創設メンバーでもある。1944年、国民政府は興中会の50周年を記念し、過去の功績を称えて鍾と鄭の2人に中山勲章を授与した。1945年春にはホノルルで鄭とともに式典で栄誉を受けている[3]。
- 呂秀蓮：2008年に中華民国副総統として国家の中枢を支え続けたことが評価され受章した[4]。通常副総統には中正勲章が贈られるが、副総統を2選し8年間務めたことが認められたため、中正勲章よりも等級の高い中山勲章が贈られることとなった。
- 陳建仁：2020年に中華民国副総統として国家の中枢を支え続けたことが評価され受章した[5]。